# Francisco Moreira Freire Correia Manoel Torres de Aboim

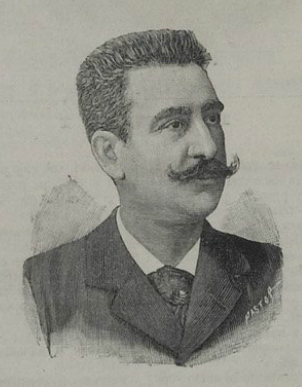
Francisco de Aboim, Visconde de Idanha

Francisco Moreira Freire Correia Manoel Torres de Aboim (Lisboa, São Cristóvão e São Lourenço, 6 de Dezembro de 1854 - ?), 1.º Visconde de Idanha, foi um político, académico e empresário agrícola português.

## Família
Filho de João Baptista Moreira Freire Correia Manoel Torres de Aboim, irmão do 1.º Visconde de Vila Boim, e de sua mulher Josefina Arcângela de Castro Teles de Eça Monteiro e Cunha.

## Biografia
Moço Fidalgo da Casa Real, foi Presidente da Câmara Municipal de Sintra de 1893 a 1897, Administrador do Concelho de Sintra em 1908, Delegado do Governo nas Companhias de Moçâmedes, Deputado da Nação pelo Círculo Eleitoral de Sintra de 1896 a 1897, Sócio da Real Sociedade de Geografia de Lisboa em 1886 e da Academia Indo-Chinesa de Paris, Comendador da Real Ordem de Isabel a Católica de Espanha e Proprietário em Idanha, onde tinha um Palácio junto a Belas, Sintra.
O título de 1.º Visconde de Idanha foi-lhe concedido, em duas vidas, por Decreto de D. Carlos I de Portugal de 7 de Junho de 1894.

## Casamento e descendência
Casou primeira vez com Maria José da Silva Rego (? - 17 de Maio de 1888), filha de José Maria da Silva Rego e de sua mulher Maria da Assunção Vieira, com geração, dos quais foi filho primogénito Raul Rego Correia Freire Manoel Torres de Aboim, 2.º Visconde de Idanha.
Casou segunda vez com Ana Josefa Amélia de Torralba y Baigorri, nascida em 1873 em Madrid, com geração.
Filha do 2º casamento: Virginia da Assunção Moreira Freire Corrêa Manoel Torres de Aboim, casada com Sebastião Sarzedas, filho de Joaquim António dos Reis Tenreiro Sarzedas, Governador Civil de Évora.